# Calamodes sordidaria
Calamodes sordidaria là một loài bướm đêm trong họ Geometridae.